# Gerlinde Kaltenbrunner
Gerlinde Kaltenbrunner (ur. 13 grudnia 1970 w Kirchdorf an der Krems) – austriacka alpinistka i himalaistka, zdobywczyni Korony Himalajów i Karakorum (wszystkich 14 ośmiotysięczników). Wszystkich wejść dokonała bez użycia dodatkowego tlenu.

## Wejścia na wierzchołki ośmiotysięczników
- 6 maja 1998 – Czo Oju
- 14 maja 2001 – Makalu
- 10 maja 2002 – Manaslu
- 20 czerwca 2003 – Nanga Parbat (ściana Diamir)
- 28 maja 2004 – Annapurna (droga francuska)
- 25 lipca 2004 – Gaszerbrum I (Kuluar Japoński)
- 7 maja 2005 – Sziszapangma (ściana południowa)
- 21 lipca 2005 – Gaszerbrum II (grań południowo-zachodnia)
- 14 maja 2006 – Kanczendzonga (ściana południowa, drugie kobiece wejście na szczyt)
- 12 lipca 2007 – Broad Peak
- 1 maja 2008 – Dhaulagiri
- 20 maja 2009 – Lhotse
- 23 maja 2010 – Mount Everest (od strony tybetańskiej).
- 23 sierpnia 2011 – K2

Zdobywając K2 (4 podejście) stała się drugą kobietą, która zdobyła koronę Himalajów i pierwszą, która osiągnęła to bez użycia butli tlenowych. Historii tego wejścia poświęcony jest film Dariusza Załuskiego "Dwoje na K2" (2013).
Kaltenbrunner dwukrotnie próbowała zdobyć Lhotse (w 2006 i 2008 roku) – za każdym razem przekraczając granicę 8000 metrów. Udało się to dopiero w 2009, razem z Ralfem Dujmovitsem, który skompletował tym samym Koronę Himalajów jako pierwszy Niemiec. W 2007 roku podjęła próbę zdobycia K2 drogą Cesena. Pogoda nie pozwoliła jej na osiągnięcie celu.
Mężem Gerlinde Kaltenbrunner był niemiecki himalaista Ralf Dujmovits. Para rozstała się w 2015 roku.